# Elia Frosio
Elia Frosio (ur. 22 stycznia 1913 w Sant’Omobono Imagna, zm. 4 lutego 2005 w Paryżu) – włoski kolarz torowy i szosowy, trzykrotny medalista torowych mistrzostw świata.

## Kariera
Pierwszy sukces w karierze Elia Frosio osiągnął w 1946 roku, kiedy zwyciężył w wyścigu ze startu zatrzymanego zawodowców podczas torowych mistrzostw świata w Zurychu. Wynik ten Frosio powtórzył na rozgrywanych trzy lata później mistrzostwach świata w Kopenhadze. W międzyczasie wystąpił na mistrzostwach świata w Amsterdamie w 1948 roku, gdzie w swojej koronnej konkurencji zajął drugie miejsce, wyprzedził go tylko Francuz Jean-Jacques Lamboley. W wyścigu ze startu zatrzymanego pięciokrotnie zdobywał tytuł mistrza kraju, nigdy jednak nie wystąpił na igrzyskach olimpijskich. Startował również w wyścigach szosowych, wygrywając między innymi Paryż - Ezy i Paryż - Montrichard w 1936 roku oraz Critérium cycliste international de Quillan w 1939 roku.